# حياة مزياني
حياة مزياني وُلِدَتْ في سنة 1964م في ولاية الجزائر وهي سياسية جزائرية تنتمي إلى حزب جبهة القوى الاشتراكية · .

## عن حياتها
وُلِدَتْ حياة مزياني في سنة 1964م في ولاية الجزائر · .

## النضال السياسي
انخرطت حياة مزياني في جبهة القوى الاشتراكية خلال شبابها · .
أثناء الانتخابات التشريعية الجزائرية 2012، تم انتخاب نورة محيوت كنائب عن جبهة القوى الاشتراكية في المجلس الشعبي الوطني الجزائري عن ولاية الجزائر · .
وخلال سنة 2016م، كانت حياة مزياني عضوا في الأمانة الوطنية للأفافاس تحت إشراف الأمين الوطني الأول عبد المالك بوشافة · .
وكانت مكلفة بمنصب الأمينة الوطنية المكلفة بالتنمية المستدامة في الأفافاس · .
وقد قامت نورة محيوت بتنشيط محاضرات تكوينية لمناضلي الأفافاس في القسمات البلدية المختلفة.

## إشارات مرجعية
1. ↑  Le FFS se présentera dans une quarantaine de wilayas نسخة محفوظة 19 سبتمبر 2016 على موقع واي باك مشين.
2. ↑  Taiati Meziani Hayat نسخة محفوظة 10 يناير 2020 على موقع واي باك مشين.
3. ↑  DZairInfos : Elwatan; Le 5e congrès a élu les successeurs d’Aït Ahmed : Une instance présidentielle à la tête du FFS نسخة محفوظة 28 أغسطس 2016 على موقع واي باك مشين.
4. ↑  Djazairess : Hayat Taiati Meziani (Députée FFS) : Les mesures d'austérité vont surtout toucher les salariés نسخة محفوظة 15 سبتمبر 2016 على موقع واي باك مشين.
5. ↑  Djazairess : «Les jeunes militants doivent assumer des responsabilités au sein du parti» نسخة محفوظة 06 أبريل 2018 على موقع واي باك مشين.
6. ↑  DZairInfos : Liberte; LÉGISLATIVES À BÉJAÏA, Les choix contestés du FFS نسخة محفوظة 28 أغسطس 2016 على موقع واي باك مشين.
7. ↑  » Maintenance Mode نسخة محفوظة 21 سبتمبر 2016 على موقع واي باك مشين.
8. ↑  DZinfos: Hayat Taiati Meziani (Députée FFS) : Les mesures d’austérité vont surtout toucher les salariés نسخة محفوظة 16 سبتمبر 2016 على موقع واي باك مشين.
9. ↑   https://web.archive.org/web/20200211093724/http://www.lesoirdalgerie.com/articles/2016/06/05/article.php?sid=197388&cid=2. مؤرشف من الأصل في 2020-02-11. {{استشهاد ويب}}: الوسيط |title= غير موجود أو فارغ (مساعدة)
10. ↑  ffs-dz.info - ffs-dz Resources and Information نسخة محفوظة 09 2يناير6 على موقع واي باك مشين.
11. ↑  Reporters - Communiqué / Composante du Secrétariat National du FFS[وصلة مكسورة] "نسخة مؤرشفة". مؤرشف من الأصل في 2016-09-11. اطلع عليه بتاريخ 2016-09-02.
12. ↑  Lacitedz نسخة محفوظة 24 فبراير 2021 على موقع واي باك مشين.
13. ↑  FFS: Liste des membres du Secrétariat National - Journal "Le Jeune Algérien" | La Une نسخة محفوظة 11 أكتوبر 2016 على موقع واي باك مشين.

### مواضيع ذات صلة
- قائمة نواب ولاية الجزائر
- جبهة القوى الاشتراكية
- قائمة أعلام الجزائريين
- حسين آيت أحمد
- علي مسيلي
- لخضر بورقعة
- مصطفى بوشاشي
- محند أمقران شريفي
- علي لعسكري
- رشيد حالت
- عزيز بلول
- سعيدة إيشالامان
- نورة محيوت
- أحمد جداعي
- محمد نبو
- كريم طابو

### فيديوهات
- مائدة مستديرة لجبهة القوى الاشتراكية حول التنمية المحلية على يوتيوب.